# Ruspolia persimilis
Ruspolia persimilis är en insektsart som först beskrevs av Griffini 1909.  Ruspolia persimilis ingår i släktet Ruspolia och familjen vårtbitare. Inga underarter finns listade i Catalogue of Life.